# Траун, Фридрих
Фридрих Адольф Траун (нем. Friedrich Adolf Traun; 29 марта 1876, Гамбург — 11 июля 1908, там же) — немецкий легкоатлет и теннисист, чемпион летних Олимпийских игр 1896 года в мужском парном разряде.
На Играх 1896 года Траун сначала участвовал в легкоатлетических соревнованиях. В беге на 100 и 800 метров он выбыл в первых раундах.
Затем он участвовал в соревнованиях по теннису — в одиночном и парном разрядах. В одиночном он выбыл сразу из первого раунда, проиграв британцу Джону Пию Боланду. В следующем турнире он соревновался в паре с Боландом. В четвертьфинале они обыграли пару греческих братьев Аристидиса и Константиноса Акратоулосов. Не имея соперников в полуфинале, и они сразу вышли в финал, где сыграли с другой греческой парой Дионисиосом Касдаглисом и Деметриосом Петрококкиносом. Со счётом 2:1 Боланд и Траун их обыграли, заняв первое место. Это единственный случай в истории Олимпийских игр, когда чемпионами в парном разряде стали теннисисты из разных стран, на данный момент в парном разряде вместе могут выступать только теннисисты из одной страны.
В марте 1908 года женился на Фридель Преториус (1884—1938), дочери богатого антрепренёра Вильгельма Преториуса.
Фридрих Траун застрелился 11 июля 1908 года в возрасте 32 лет после того, как неизвестная женщина заявила, что она также является женой Трауна и ждёт от него ребёнка. Личность женщины не была установлена. Фридель была беременна на момент смерти Фридриха Трауна и родила дочь Лизелотт в феврале 1909 года. Отец Фридриха оказывал поддержку Фридель.